# Апостольский нунций во Франции
Апостольский нунций во Французской Республике — дипломатический представитель Святого Престола во Франции. Данный дипломатический пост занимает церковно-дипломатический представитель Ватикана в ранге посла. Как правило, во Франции апостольский нунций является дуайеном дипломатического корпуса, так как Франция, в основном, католическая страна. Апостольская нунциатура во Франции располагается в Париже.
В настоящее время Апостольским нунцием во Франции является архиепископ Челестино Мильоре, назначенный Папой Франциском 11 января 2020 года.

## Функции
Апостольский нунций играет двойную роль. Во-первых, он обеспечивает связь между Римом и Церковью во Франции, и в частности с Конференцией католических епископов Франции. Нунций подготавливает досье на кандидатов на пост епископа во Франции. С другой стороны, как посольство Святого Престола, нунциатура обеспечивает дипломатические отношения Ватикана с французскими гражданскими властям.

## История
Апостольский нунций в Париже занимает одну из старейших постоянных дипломатических должностей во Франции. Она восходит к шестнадцатому веку. Папский нунций во Франции выполняет роль декана дипломатического корпуса в Париже, в частности, он обращается к Президенту Республики от имени коллег во время представления дипломатического корпуса в начале года.
Нунций в Париже также является одним из самых престижных дипломатических постов ватиканской дипломатии. Французская нунциатура -  последняя из существующих в настоящий момент, главу которой затем обычно назначают в Курию на пост главы Конгрегации и возводят в кардиналы.
Среди апостольских нунциев во Франции можно отметить Анджело Джузеппе Ронкалли, который был нунцием с 1944 года по 1953 год, позднее ставший Папой под именем Иоанна XXIII.
Апостольский нунций во Франции имеет резиденцию по адресу Авеню Президента Вильсона, 10,  в 16-м округе Парижа. До разрыва дипломатических отношений между Францией и Святым Престолом в 1904 году (в связи с законом о разделении церкви и государства во Франции), нунциатура был расположен в доме 10 на рю Элизе, в 8 округе Парижа, в настоящее время там находится отель де Ротшильд.

## Апостольские нунции во Франции
- Жан Ферье — (март 1500 — март 1503);
- Карло Доменико дель Карретто — (декабрь 1503 — мая 1505);
- Пьер Фийоль — (сентябрь 1505—1507);
- Анджело Леонини — (март 1509 — сентябрь 1510);
- Роберто Аччайоли — (сентябрь 1510 — июнь 1514);
- Людовико ди Каносса — (июнь 1514 — август 1517);
- Джованни Стафилео — (август 1517 — декабрь 1520);
- Джованни Руччеллаи — (1520 — декабрь 1521);
- Эстебан Габриэль Мерино — (апрель 1522 — сентябрь 1523);
- Джироламо Алеандер — (октябрь 1524 — февраль 1525);
- Роберто Аччайоли — (21 апреля 1526 — май 1527);
- Джованни Сальвиати — (июнь 1527 — август 1529);
- Чезаре Тривульцио — (31 октября 1529 — январь 1535);
- Родольфо Пио ди Карпи — (9 января 1535 — мая 1537);
- Филиберто Феррерио — (июнь 1537 — декабрь 1540);
- Джироламо Дандино — (декабрь 1540 — май 1541);
- Джироламо Каподиферро — (май 1541 — июнь 1543);
- Джироламо Дандино — (июнь 1543 — май 1544);
- Алессандро Джудиччоне — (май 1544 — июль 1546);
- Джироламо Дандино — (июль 1546 — август 1547);
- Микеле делла Торре — (20 августа 1547 — 20 апреля 1550);
- Антонио Тривульцио — (25 апреля 1550 — 5 августа 1551);
  - Разрыв дипломатических отношений (1551—1552);
- Просперо Сантакроче — (15 июля 1552 — мая 1554);
- Филиппо Антонио Гуалтерио — (19 мая 1554 — октября 1556);
- Чезаре Бранкаччо — (1556 — 20 июля 1557);
- Лоренцо Ленци — (июль 1557 — апрель 1560);
- Себастьяно Гуалтерио — (24 апреля 1560 — 12 мая 1561);
- Просперо Сантакроче — (12 мая 1561 — октябрь 1565);
- Франческо Бельтрамини — (октябрь 1565 — март 1566);
- Микеле делла Торре — (25 марта 1566 — 12 августа 1568);
- Фабио Мирто Франджипани — (12 августа 1568 — 11 июня 1572);
- Антонио Мария Сальвиати — (11 июня 1572—1577);
- Ансельмо Дандино — (30 декабря 1577—1581);
- Джованни Баттиста Кастелли (1 апреля 1581 — 27 августа 1583);
- Джироламо Рагаццони — (28 сентября 1583—1586);
- Фабио Мирто Франджипани — (14 июня 1586 — 17 марта 1587);
- Джанфранческо Морозини — (март 1587—1589);
- Энрико Каэтани — (25 сентября 1589 — сентябрь 1590);
- Марсилио Ландриани — (1 мая 1591 — февраль 1592);
- Филиппо Сега — (15 апреля 1592 — июнь 1594);
  - вакансия (1594—1596);
- Франческо Гонзага — (10 мая 1596—1599);
- Гаспаро Силингарди — (9 февраля 1599—1601);
- Инноченцо дель Буфало-Канчелльери — (14 июня 1601—1604);
- Маффео Барберини — (4 декабря 1604 — 20 сентября 1607 — назначен официалом Римской курии);
- Роберто Убальдини — (20 сентября 1607—1616);
- Гвидо Бентивольо — (9 июля 1616 — 11 января 1621 — назначен кардиналом);
- Оттавио Корсини — (25 февраля 1621 — декабрь 1623);
- Бернардино Спада — (4 декабря 1623—1627 — назначен официалом Римской курии);
- Джанфранческо ди Гвиди Баньо — (27 февраля 1627—1630);
- Алессандро Бики — (20 сентября 1630—1634);
- Джорджо Болоньетти — (26 марта 1634—1639);
- Рануччо Скотти Дуглас — (7 сентября 1639—1641);
- Джироламо Гримальди-Каваллерони — (27 марта 1641—1644);
- Николо Гвиди ди Баньо — (23 апреля 1644—1656);
- Челио Пикколомини — (27 октября 1656 — август 1663);
- Карло Роберти — (26 апреля 1664 — ?);
- Пьетро Браджеллини — (11 февраля 1668 — июль 1671);
- Франческо Нерли — (20 апреля 1672 — 12 июня 1673);
- Фабрицио Спада — (12 декабря 1673 — 27 мая 1675);
- Помпео Варезе — (1676—1678);
  - Джованни Батиста Лаури — (1679—1683) (назначен ad interim);
- Анджело Мария Рануцци — (1683 — 17 мая 1688 — назначен архиепископом Болоньи);
- Джованни Джакомо Каваллерини — (1 июля 1692—1695);
- Даниэле Марко Дольфин — (7 января 1696 — 15 сентября 1698 — назначен епископом Брешии);
- Филиппо Антонио Гуалтерио — (3 апреля 1700 — 21 ноября 1701 — назначен епископом Имолы);
- Лоренцо Фиески — (21 января 1702 — 18 мая 1705 — назначен архиепископом Генуи) (экстраординарный нунций);
- Агостино Кузани — (22 мая 1706 — 14 октября 1711 — назначен епископом Павии);
- Корнелио Бентивольо — (20 мая 1712 — 29 ноября 1719 — отозван в 1715 году);
- Бартоломео Массеи — (27 августа 1722—1730);
- Райньеро д’Эльчи — (2 января 1731 — 10 октября 1738);
- Марчелло Крешенци — (30 июля 1739 — 9 сентября 1743 — назначен кардиналом-священником с титулом церкви Санта-Мария-ин-Траспонтина);
- Карло Франческо Дурини — (10 января 1744 — 23 июля 1753 — назначен архиепископом, с персональным титулом, Павии)
- Луиджи Гуалтерио — (2 марта 1754 — 24 сентября 1759);
- Пьетро Колонна Памфили — (4 марта 1760 — 26 сентября 1766);
- Бернардино Жиро — (28 апреля 1767 — 15 марта 1773 — назначен архиепископом Феррары);
- Джузеппе Мария Дориа Памфили — (6 сентября 1773 — 14 февраля 1785 — назначен кардиналом-священником с титулом церкви Сан-Пьетро-ин-Винколи);
- Антонио Дуньяни — (14 июня 1785 — 31 мая 1791);
  - Дипломатические отношения разорваны в 1791—1800;
  - Неаккредитованные дипломаты (1800—1816);
- Карло Дзен — (27 августа 1817—1819 — назначен секретарём Священной Конгрегации по делам епископов и монашествующих);
- Винченцо Макки — (22 ноября 1819 — 2 октября 1826);
- Луиджи Ламбрускини, CRSP — (14 ноября 1826 — июль 1830);
  - Антонио Гарибальди — (21 октября 1831—1842) (поверенный в делах);
- Раффаэле Форнари — (12 декабря 1842 — 30 сентября 1850);
- Антонио Гарибальди — (30 сентября 1850 — 16 июня 1853);
- Карло Саккони — (28 сентября 1853 — 27 сентября 1861 — назначен официалом Римской курии);
- Флавио Киджи — (30 сентября 1861 — 22 сентября 1873 — назначен официалом Римской курии);
- Пьер Франческо Мелья — (10 июля 1874 — 19 сентября 1879);
- Влодзимеж Чацкий — (19 сентября 1879 — 25 сентября 1882);
- Камилло Сичилиано ди Ренде — (26 октября 1882 — 14 марта 1887);
- Луиджи Ротелли — (23 мая 1887 — 1 июня 1891);
- Доменико Феррата — (23 июня 1891 — 22 июня 1896);
- Эудженио Клари — (24 октября 1896 — 8 марта 1899);
- Бенедетто Лоренцелли (10 мая 1899 — 31 июля 1904);
  - Дипломатические отношения разорваны в 1904—1921;
- Бонавентура Черретти — (20 мая 1921 — 23 июня 1926);
- Луиджи Мальоне — (23 июня 1926 — 16 декабря 1935);
- Валерио Валери — (11 июля 1936 — 23 декабря 1944);
- Анджело Джузеппе Ронкалли — (23 декабря 1944 — 15 января 1953);
- Паоло Марелла — (15 апреля 1953 — 16 апреля 1960);
- Паоло Бертоли — (16 апреля 1960 — 23 апреля 1969);
- Эгано Риги-Ламбертини — (23 апреля 1969 — 30 июня 1979);
- Анджело Феличи — (27 августа 1979 — 1 июля 1988);
- Лоренцо Антонетти — (23 сентября 1988 — 24 июня 1995);
- Марио Тальяферри — (13 июля 1995 — 21 мая 1999);
- Фортунато Бальделли — (19 июня 1999 — 2 июня 2009);
- Луиджи Вентура — (22 сентября 2009 — 17 декабря 2019);
- Челестино Мильоре — (11 января 2020 — по настоящее время).